# Haute Pierre (Saint-Pierre-Église)
La Haute Pierre est un menhir qui se dresse sur le territoire de la commune française de Saint-Pierre-Église, dans le département de la Manche, en région Normandie.

## Localisation
Le menhir est situé au nord de la commune de Saint-Pierre-Église, près du hameau d'Hacouville, dans le département français de la Manche.

## Description
Le menhir est constitué d'un bloc de granite de forme parallélépipédique. Il mesure 2,90 m de hauteur hors-sol, pour une largeur à la base de 1,20 m sur sa face nord-est, 1,55 m sur sa face sud-est, 0,72 m sur sa face sud-ouest et 1 m sur sa face nord.
Le bloc comporte deux rainures parallèles d'environ 1 m de longueur sur 6 cm à 8 cm de profondeur vers son sommet sur la face est, dont l'origine ne semble pas naturelle.

## Folklore
D'après une légende, la Haute Pierre constitue avec deux autres menhirs la Pierre Plantée et la Longue Pierre le groupe dit du Mariage des trois princesses, qui forme un triangle au milieu duquel un trésor, correspondant à la dot de trois princesses, serait caché,.